# Catherine Levasseur
Catherine Levasseur (* 18. Mai 1997 in Stoneham-et-Tewkesbury, Québec) ist eine kanadische Fußballspielerin, die zuletzt 2019 in Finnland spielte und seit Anfang 2020 vereinslos ist.

## Karriere
Levasseur begann im Alter von vier Jahren für den im Québecer Arrondissement La Haute-Saint-Charles ansässigen Verein CS Haute-Saint-Charles mit dem Fußballspielen. Im Alter von 16 Jahren nahm sie vom 1. September 2013 bis zum 28. Januar 2014 am kanadischen Jugendprogramm unter Trainerin Beverly Priestman teil. Im Spieljahr 2014 war sie für Quebec Dynamo ARSQ in der USL W-League, der zweithöchsten Spielklasse im US-amerikanischen und kanadischen Frauenfußball, aktiv.
Im Jahr 2015 begab sie sich in die Vereinigten Staaten an die University of Memphis im Bundesstaat Tennessee zwecks Aufnahme eines Studiums in Kommunikationswissenschaften und Journalismus. Während ihrer Studienzeit kam sie auch für das Sport-Team der Bildungseinrichtung, den Tigers, in 79 Meisterschaftsspielen in der American Athletic Conference in der NCAA Division I zum Einsatz, in denen sie vier Tore erzielte.
Aus den Vereinigten Staaten nach Finnland gelangt, folgte sie ihrer Zwillingsschwester Marie im April 2019 einen Monat später nach. In der Spielzeit 2019 kam sie für den in Oulu ansässigen Verein Oulu Nice Soccer (ONS) in 16 Punktspielen in der Kansallinen Liiga, der höchsten Spielklasse im finnischen Frauenfußball, zum Einsatz. Ihr Debüt gab sie am 11. Mai (7. Spieltag) bei der 0:3-Niederlage im Auswärtsspiel gegen den aus dem Vantaaner Stadtteil Tikkurila stammenden Verein Tikkurilan Palloseura. Ihr einziges Ligator erzielte sie am 17. August 2019 (17. Spieltag) beim 4:3-Sieg im Heimspiel gegen die Frauenfußballmannschaft des Kuopion PS mit dem Treffer zum 2:1 in der 29. Minute.